# Test d'évitement
Un test d'évitement est un test qui en psychologie, éthologie ou en écotoxicologie (essais sub-létaux, c'est-à-dire non mortels pour l'animal utilisé dans le test) évalue l'aptitude d'un organisme à éviter une situation de stress (par exemple on mesure la manière dont des vers vont éviter les sols contaminés ou dont une souris de laboratoire va chercher à éviter un sol générant de légères décharges électriques, etc.

## En écotoxicologie
À titre d'exemple le test d'évitement (méthode d'essai biologique de dépistage rapide), après 48 h, donne des informations sur l'activité alimentaire du ver de terre (ex : Eisenia andrei et sa propension ou sa capacité à éviter une zone de sols contaminée par un produit plus ou moins toxique ou répulsif pour lui. Les tests d'évitement passif portent sur la "motivation par la peur", souvent utilisée pour évaluer la mémoire à long ou court terme chez de petits animaux de laboratoire. Ce type de test apporte aussi « des informations sur la façon dont les polluants chimiques perturbent les fonctions du sol tout en étant simple, rapide et bon marché ». En complément d'autres tests de toxicité directe ou de reproduction apporteront d'autres informations écotoxicologiquement importantes. L'évitement peut avoir une valeur bioindicative. Le fait que l'animal modèle n'évite pas une zone contaminée ne signifie pas qu'elle ne soit pas toxique, mais peut révéler qu'il ne détecte pas le danger (sol radioactif par exemple). 
Il existe une norme ISO pour ce type de test